# Чола царство
Династија Чола (там. சோழர் /ˈt͡ʃoːɻə/) била је династија тамилских владара из јужне Индије, која се сматра једном од најдуговечнијих у историји. Нека од тумачења њен почетак повезују с натписима које је још у 3. веку п. н. е. оставио Ашока, владар Мауријског царства; крај династије, која је владала различитим територијама, је у 13. веку.
Средиште Чола је била плодна долина реке Кавери; статус велесиле су уживали од друге половине 9. до почетка 13. века. Под њиховом влашћу је скоро два века било уједињено подручје јужно од Тунгабадре. Династија је под Раџараџом Чолом I и његовим сином Раџендром Чолом I стекла статус војне, економске и културне силе не само на простору Јужне него и Југоисточне Азије. Раџендра Чола је статус великог владара стекао војним походима на север, који су допрли све до Гангеса, као и уништењем дотадашње поморске силе Шривиџаја, те бројним изасланствима које је слао на кинески двор.
Од око 1010 до 1200. територија Чола се пружала од Малдива на југу па све до реке Годавари у данашњој држави Андра Прадеш. Раџараџа Чола је осим целе Јужне Индије, освојио делове данашње Шри Ланке те освојио Малдиве. Раџендра Чола је приликом похода на Гангеш успео поразити Махипалу, владара Пала Царства. Такође је успешно напао државе Малајског архипелага. Династија Чола је почела слабити с успоном династије Пандиџа почетком 13. века, која је коначно довела до њеног завршетка.
Чола владари су, с друге стране, остали упамћени по покровитељству над тамилском књижевношћу као и градњом бројних храмова. Били су познати и по томе што су храмове користили и за економске активности, као и специфичном облику државне управе.